# Ilumán

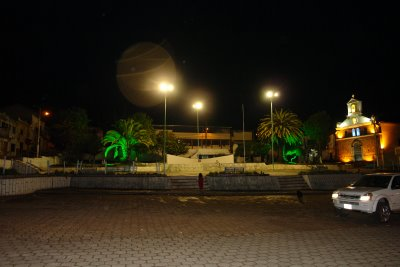
Parque de Ilumán, provincia de Imbabura, Ecuador.

Ilumán o San Juan de Ilumán es una localidad parroquial del Cantón Otavalo, perteneciente a la provincia de Imbabura (Ecuador).
La Parroquia de San Juan de Ilumán es muy conocida por la presencia de los denominados yachac taitas (curanderos o chamánes).
Tiene un clima templado y una temperatura media de 14 °C. Con una población de 7500 habitantes aprox. El aniversario se hace cada año mes de noviembre

## Historia
La Parroquia San Juan De Ilumán, antes un caserío indígena, fue elevada a la categoría de Parroquia el 12 de noviembre de 1886.

## Ubicación
Se encuentra a 7 km de la cabecera cantonal de Otavalo y al suroeste de Ibarra, situado a una altitud de 2600 m s. n. m., a los pies del volcán Imbabura.

## División
Está dividida en 18 comunidades y barrios.

### Comunidades
- Ilumán Bajo
- Pinsaquí
- San Luis de Agualongo
- Ángel Pamba
- Carabuela
- Jahuapamba
- Ilumán Alto
- Sinsi Uco
- Azares

### Barrios
- Rumilarca
- Santa Teresita
- Rancho Chico
- Guabo
- San Carlos
- Hualpo
- Cóndor Mirador
- Santo Domingo

## Actividad económica
Es un pueblo agrícola y reconocido por dedicarse a la elaboración y procesamiento artesanal de la lana para transformarla en sombreros y tapices. La familia Sosa Encalada  tiene la tradición, desde sus  abuelos, la elaboración de sombreros la cual han mantenido por varias  generaciones. En la actualidad esta actividad artesanal se  ha multiplicado y es realizada por  varias  familias varias  de  las  cuales venden sus productos en  la Plaza de Ponchos de Otavalo y en el exterior.

## Arte y Cultura
De la Parroquia de Ilumán han surgido varios exponentes artísticos importantes de las  artes plásticas. Uno de  ellos  es Katya Guerra Buitrón cuyos abuelos maternos son de Ilumán.

## Fiestas tradicionales
Algunas de las festividades que se celebran son:
- 16 de julio, Fiesta de la Virgen del Carmen.
- 11 de noviembre, Fiestas Parroquiales.
- Junio, Inti Raymi.

## Atractivos turísticos
- Vertiente de San Juan Pogyo.
- Vertiente Sisay Pogyo.